# Calkiní
Calkiní est une ville mexicaine de l'État du Campeche, située dans l'est de la péninsule du Yucatán.

## Démographie
La population de la ville en 2010 était de 14 934 habitants, tandis que la municipalité de Calkiní comprenait 52 820 habitants. C'est la capitale et la localité la plus habité de cette municipalité. C'est une localité urbaine.

## Référence
1. ↑  « Catálogo Localidades », sur www.microrregiones.gob.mx (consulté le 3 juin 2020)